# 송인 (한시)
송인(送人, 생몰년 미상은 고려(高麗)의 정지상(鄭知常)이자 대동강(大同江) 변에서의 이별을 읊은 칠언절구의 한 시이다.

## 내용
비 개인 언덕에는 풀빛이 푸른데
그대를 남포에서 보내며 슬픈 노래 부르네.
대동강 물은 그언제 다할 것인가,
이별의 눈물 해마다 푸른 물결에 더하는 것을.

## 송인이 등장한 작품
- 《왕은 사랑한다》(MBC, 2017년~2017년, 배우: 오민석)